# Come Hell or High Water
Come Hell or High Water uživo je album britanskog hard rock sastava Deep Purple, kojeg 1994. godine objavljuju diskografske kuće 'BMG' i 'RCA Records'. Materijal je snimljen 16. listopada 1993. godinu u 'Hans-Martin-Schleyer-Halle' u Stuttgartu i Birminghamu, 9. studenoga, a 1994. godine objavljen je na CD-u i DVD-u.
Album je jedan od posljednjih na kojemu se pojavljuje Ritchie Blackmore, koji odlazi iz sastava nakon koncerta održanog 17. studenog 1993. u Helsinkiu, Finska. Umjesto njega do završetka turneje u sastav dolazi Joe Satriani, a kasnije kao stalni član postaje Steve Morse.
Blackmore je imao problema s kamermanom, na početku Birminghamovog koncerta, zbog čega se vratio u svoju svlačionicu, a u međuvremenu je kamerman uklonjen s tog mjesta. To je dovelo do duljeg, nego inače gitarskog uvoda u skladbu "Highway Star" i nekoliko trenutaka nečistih riffova tijekom koncerta. Ostatak članova sastava bio je nezadovoljan njegovim ponašanjem i zahtijevali su od Blackmorea da ode, što je evidentirano u njihovim intervjuima koji se nalaze na DVD-u.
Uživo CD sadrži obrađene verzije skladbi izvedene na Stuttgartskom koncertu, uz iznimku "Anyone's Daughter", koja je preuzeta s koncerta održanog u Birminghamu.
Pune verzije koncerata u Stuttgartu i Birminghamu, objavljene su na box setu od 4 CD-a, 2006. godine, kojeg objavljuju 'Sony' i 'BMG', gdje svaki koncert ima svoj omot i CD kutiju. 2007. nanovo se objavljuju u zasebnim izdanjima, ali se ubrzo povlače radi Ian Gillanovog protesta zbog ponovnog objavljivanja.

## Popis pjesama

### CD popis
Sve pjesme napisali su Ian Gillan, Ritchie Blackmore, Roger Glover, Jon Lord i Ian Paice, osim gdje je drugačije naznačeno.
1. "Highway Star" – 6:40
2. "Black Night" – 5:40
3. "A Twist in the Tale" (Gillan, Blackmore, Glover) – 4:27
4. "Perfect Strangers" (Gillan, Blackmore, Glover) – 6:52
5. "Anyone's Daughter" – 3:57
6. "Child in Time"  – 10:48
7. "Anya" (Gillan, Blackmore, Glover, Lord) – 12:13
8. a) "Lazy"* – 4:18
b) "Space Truckin'"* – 2:39
c) "Woman from Tokyo"* – 1:53
9. "Speed King" (Burn)" – 7:29
10. "Smoke on the Water" – 10:26

- pjesme označena sa (*) uključene su samo u japansko CD izdanje (obrađene verzije).
- Američko izdanje identično je s japanskim, sadrži bonus pjesame na naslovnici ali ih nema na popisu.
- Kanadsko izdanje ne sadrže kombinacije skladbi Lazy/Space Truckin'/Woman From Tokyo, koje su mikasane.

### DVD popis
1. "Highway Star"
2. "Black Night"
3. "Talk About Love"
4. "A Twist in the Tale"
5. "Perfect Strangers"
6. "Beethoven's Ninth"
7. "Knocking at Your Back Door"
8. "Anyone's Daughter"
9. "Child in Time"
10. "Anya"
11. "The Battle Rages On"
12. "Lazy"
13. "Space Truckin'"
14. "Woman From Tokyo"
15. "Paint It Black"
16. "Smoke on the Water"

- DVD je snimljen na NEC, Birmingham, dana 9. studenog 1993.
- Osim tema koje su vezane za koncert, sadrži interpretacije intervjua svih članova sastava osim Ritchiea Blackmorea.
- Direktor, Hugh Symonds

## Izvođači
- Ian Gillan - vokal
- Ritchie Blackmore - gitara
- Roger Glover - bas-gitara
- Jon Lord - orgulje, klavijature
- Ian Paice - bubnjevi

## Vanjske poveznice
- Discogs.com - Deep Purple - Come Hell or High Water